# Ectropis hero
Ectropis hero är en fjärilsart som beskrevs av Pierre E.L. Viette 1971. Ectropis hero ingår i släktet Ectropis och familjen mätare. Inga underarter finns listade i Catalogue of Life.